# Dione huascama
Dione huascama är en fjärilsart som beskrevs av Tryon Reakirt 1866. Dione huascama ingår i släktet Dione och familjen praktfjärilar. Inga underarter finns listade i Catalogue of Life.